# Dekarsön
Dekarsön är en bebyggelse i Örnsköldsviks kommun, belägen på ön med samma namn som ligger i Arnäs socken. Namnet tros vara en sammandragning av "De karlars ö". Bebyggelsen avgränsades före 2015 till en småort för att därefter räknas som en del av tätorten Örnsköldsvik.
Dekarsön är mest känd för att ha en kursgårdsanläggning i byn, Dekarsögården, som drivs i Svenska kyrkans anda. De brukar arrangera många kurser och läger där, men hyr även ut den.